# Circolo vizioso (psicologia)
In psicologia, un circolo vizioso è un processo cognitivo che necessita di un tempo di elaborazione non finito per essere portato a pieno compimento. Nelle moderne scienze cognitive, in special modo nell'ambito dell'informatica, si paragonerebbe tale concetto della psicologia ad un algoritmo dove il numero di operazioni necessarie a risolvere un problema può, a certe condizioni, diventare infinito. Questo può essere dovuto a cicli di iterazione o schemi ricorsivi dove la condizione di uscita non può più verificarsi. Qualcosa di simile avviene nella mente umana quando, a fronte di talune situazioni cognitive od affettive, il comportamento dell'individuo tende ad ostacolare il raggiungimento di un obiettivo, di un bene o il soddisfacimento di un bisogno considerato primario per la sopravvivenza o il benessere psicofisico. In queste circostanze, il comportamento scivola presto verso schemi di reiterazione di tipo ossessivo-compulsivo che spingono la persona ad esaurire le capacità di elaborazione critica e le risorse cognitive ed affettive, in tale situazione può spesso verificarsi l'insorgere del comportamento patologico in una qualsiasi delle sue accezioni.
Il concetto di circolo vizioso in psicologia, può trovare delle corrispondenze nei termini loop e ricorsività propri della teoria dell'informazione e nel termine diallele proprio della filosofia.